# سیمون تبت
سیمون نصار تبت ( تلفظ پرتغالی:[siˈmoni naˈsaʁ ˈtɛbetʃi] ; زاده ۲۷ فوریه ۱۹۷۰) یک آکادمیک، وکیل و سیاستمدار برزیلی است. وی از تاریخ ۵ ژانویه ۲۰۲۳ به عنوان وزیر برنامه ریزی و بودجه برزیل خدمت نموده. تبت پیش از این از سال های ۲۰۱۵ تا ۲۰۲۳ سناتور ماتو گروسو دو سول ، از سال های ۲۰۱۱ تا ۲۰۱۴ معاون فرماندار ماتو گروسو دو سول و از سال ۲۰۰۵ تا ۲۰۱۰ شهردار ترس لاگواس بود  تبت یکی از اعضای جنبش دموکراتیک برزیل همچنین به عنوان (ام دی بی) که از سال های ۲۰۱۸ تا ۲۰۱۹ در سنا پیشوای آن بود، کاندیدای حزب ام دی بی برای ریاست جمهوری در انتخابات عمومی برزیل در سال ۲۰۲۲ می شود و بعد از آن با کسب ۴.۱۶ درصد آرا در جایگاه سوم قرار می گیرد. وی  پس از تایید لوئیس ایناسیو لولا دا سیلوا در دور دوم به عنوان وزیر برنامه ریزی منصوب می شود.     
پیش از این تبت در سال ۲۰۲۱ در مقابل رودریگو پاچکو که هم از طرف رئیس جمهور بولسونارو و هم حزب کارگران رئیس جمهور پیشین لولا داسیلوا پشتیبانی می شد، نامزد ریاست مجلس سنا می شود. 

## اوایل زندگی
تبت در سال ۱۹۷۰ از فرماندار، سناتور و مسئول کنگره ملی رامز تبت و فیرت نصار تبت، متولد می شود. وی از جانب مادر و پدرش ریشه لبنانی دارد.
تبت فارغ التحصیل رشته حقوق از دانشگاه فدرال ریودوژانیرو و همچنین متخصص علوم حقوقی از دانشکده عالی قضایی است و در ادامه او دارای مدرک کارشناسی ارشد در رشته حقوق ایالتی از دانشگاه پاپی کاتولیک سائوپائولو است. تبت فعالیت خود را به عنوان استاد در سال ۱۹۹۲ آغاز نمود و بعد از آن در دانشگاه کاتولیک دم بوسکو، دانشگاه آنهانگورا-یونیدرپ و دانشگاه فدرال ماتو گروسو دو سول خدمت کرد.